# パクウィウス・カラウィウス
パクウィウス・カラウィウス（羅：Pacuvius Calavius）は、紀元前3世紀の第二次ポエニ戦争期にカプアのマギステル（長官）を務めた政治家。同盟関係にあった共和政ローマ軍がトラシメヌス湖畔の戦いでハンニバル・バルカ率いるカルタゴ軍に敗戦した際、カプア市内に広まった降伏の動きとそれに伴う評議会・市民間の分裂を収拾した。カンナエの戦い後に降伏したカプアへハンニバルが入城した際も、これに反対する息子のハンニバル暗殺計画を未然に阻止した。

## 出自
カンパニア人の貴族階級カラウィウス氏族の出身で、一族はサムニウム戦争より1世紀以上前から歴史に名を残す名家であった。妻のクラウディアは紀元前249年に執政官（コンスル）を務めたプブリウス・クラウディウス・プルケルの娘であり、また娘のカラウィアは紀元前219年・紀元前207年の二度執政官を務めたマルクス・リウィウス・サリナトルの妻となるなど、自身や血族の婚姻を通してローマの指導者階級と繋がりを持った。
ステニウスという兄弟がいたとされるが、リウィウスはそのステニウスはカラウィウスと同じカプア人貴族のパクウィウス・ニンニウス・ケレルの兄弟のことではないかと主張している。

## 評議会と市民の和解を取り持つ
紀元前219年にイベリア半島での戦闘を端緒に第二次ポエニ戦争が始まると、翌紀元前218年にはカルタゴの将軍ハンニバル・バルカがアルプス山脈を経てイタリア半島に到達する。ハンニバルは周辺部族や諸都市そのものには敵意のないことを示しながら半島を南下する一方、同年のトレビアの戦い、さらに翌紀元前217年のトラシメヌス湖畔の戦いで続けざまにローマ側に勝利した。ハンニバルがカンパニア地方に到達すると市民の間には動揺が広がり、カプア市評議会へ降伏を要求しようとする動きが起こりはじめた。一方の評議会は降伏に否定的であり、当時カプアのマギステル（長官）であったカラウィウスは、降伏を容認されない市民が評議会議員を虐殺しかねない状況にあることを察知した。
こうした対立で評議会が崩壊するのを避けるべく、カラウィウスは自ら評議会と市民との和解案を提案した。カラウィウスはまず評議会を招集すると、議員の身に危険が迫っていることを警告した。カラウィウスは議場に護衛を付け、安全を保障するために議員に外に出ないよう求めると、評議会議員もこれに同意して議場に籠城する形となった。次いでカラウィウスは市民の元へ赴くと、市民に和解案について説明を行った。その内容は、市民には評議会議員への裁判と判決の権利を認める一方で、評議会議員を死刑に処することは認めず、代わりにその議員を解職してより議員に相応しい人物を市民が選出するというものだった。市民も逐一議員の解職と欠員補充を行うよりも裁判を行う方が容易だと気付き、再び自らの意思決定を評議会に委ねたため、評議会と市民との分断は収拾された。

## ハンニバルの暗殺を阻止
紀元前216年のカンナエの戦いでローマは大敗を喫する。戦勝者となったハンニバルが再びカンパニア地方に入ると、カプアもカルタゴ軍への降伏を余儀なくされた。カプアをこの年の冬営地としたハンニバルは、カラウィウスとその息子のペロッラを招き、カプア貴族のニンニウス・ケレル家の邸宅で宴を催した。ペロッラはもともとハンニバルに反対するデキウス・マギウスの支持者であり、自身もカルタゴ軍ではなくローマとの団結を主張していた。既にハンニバルはカプア貴族が自身に敵対的であることを把握しており、こうした貴族を懐柔して味方に引き入れようと考えていた。
宴の最中もペロッラは楽しむ素振りを一切見せず、庭に出た父の後に続くとそこで剣を抜き、ハンニバルを暗殺せんとする意思を示した。これに恐怖を覚えたカラウィウスは、暗殺は親やカプアに対する裏切りであり、仮に実行に移したところでハンニバルを仕留めるどころか反対に首を落とされるだけだと説き、暗殺を思いとどまるよう懇願した。父の懇願にペロッラは剣をその場に投げ捨て、宴の場へ戻っていった。

## 後世の評価
貴族階級の出身であり、また評議会議員の虐殺やハンニバルの暗殺を未然に防いだ功績があるものの、古代ローマの歴史家からは「底なしの野望を抱き、貪欲に権力を求め、策謀をめぐらせてその地位を確立した男」として描写されている。このような描写の背景には、評議会と市民との仲立ちとなり分断を収拾した手腕や、ローマとの協調よりもカプアの利益を優先した強権的政治を、ローマの見解に立って解釈した影響もあるとみられている。